# Gudrun Brost
Gudrun Lisa Johanna Brost (ur. 6 kwietnia 1910 w Malmö, zm. 28 czerwca 1993 w Sztokholmie) – szwedzka aktorka. Na przestrzeni lat 1936–1986 wystąpiła w ponad 40 produkcjach filmowych i telewizyjnych.

## Filmografia
- Droga do nieba (Himlaspelet, 1942)
- Wieczór kuglarzy (Gycklarnas afton, 1953)
- Siódma pieczęć (Det sjunde inseglet, 1957)
- Źródło (Jungfrukällan, 1960)
- Wąż (Ormen, 1966)
- Godzina wilka (Vargtimmen, 1968)
- Gangsterfilmen (1974)